# Porania pulvillus
Porania pulvillus is een zeester uit de familie Poraniidae. De wetenschappelijke naam van de soort werd in 1776 gepubliceerd door Otto Friedrich Müller.

## Beschrijving
Porania pulvillus is een gladde, vlezige rode of oranje zeester met een diameter tot 11-12 cm. Het bovenste (aborale) oppervlak is glad met een vettige textuur en is bezaaid met clusters van witte, geelachtige of doorschijnende zachte papillen die als kieuwen fungeren en gebruikt worden voor de ademhaling. Porania pulvillus heeft vijf korte, brede armen die naar de uiteinden toe smaller worden en zich uitstrekken vanaf een grote, convexe, centrale schijf. Elke arm is aan weerszijden afgezet met twee rijen kleine gehoorbeentjes (marginale platen). De gehoorbeentjes van de bovenste rij zijn glad, terwijl die van de onderste rij elk 3-5 stekels dragen, wat een smal, franjeachtig uiterlijk geeft. De onderkant van elke arm heeft een smalle ambulacrale groef met talrijke buisvoeten met zuignap en heeft aan weerszijden een marge van twee rijen stekels. Het centrale orale gebied wordt gemarkeerd door uitstralende groeven tussen de assen van elke arm.

## Verspreiding
Het verspreidingsgebied van Porania pulvillus loopt vanuit IJsland en Noord-Noorwegen in zuidelijke richting tot de Golf van Biskaje en Noord-Spanje in de oostelijke Atlantische Oceaan, en van Newfoundland tot Carolina in de westelijke Atlantische Oceaan. P. pulvillus wordt gevonden op rotsen en kelp en op modderige, gemengde en grove ondergronden tussen 10-300 meter. Af en toe kan deze soort worden gevonden op diepten tot 1000 meter. Het is bekend dat deze soort zich voedt met de koraalsoort dodemansduim.